# Stanisławów (powiat miński)

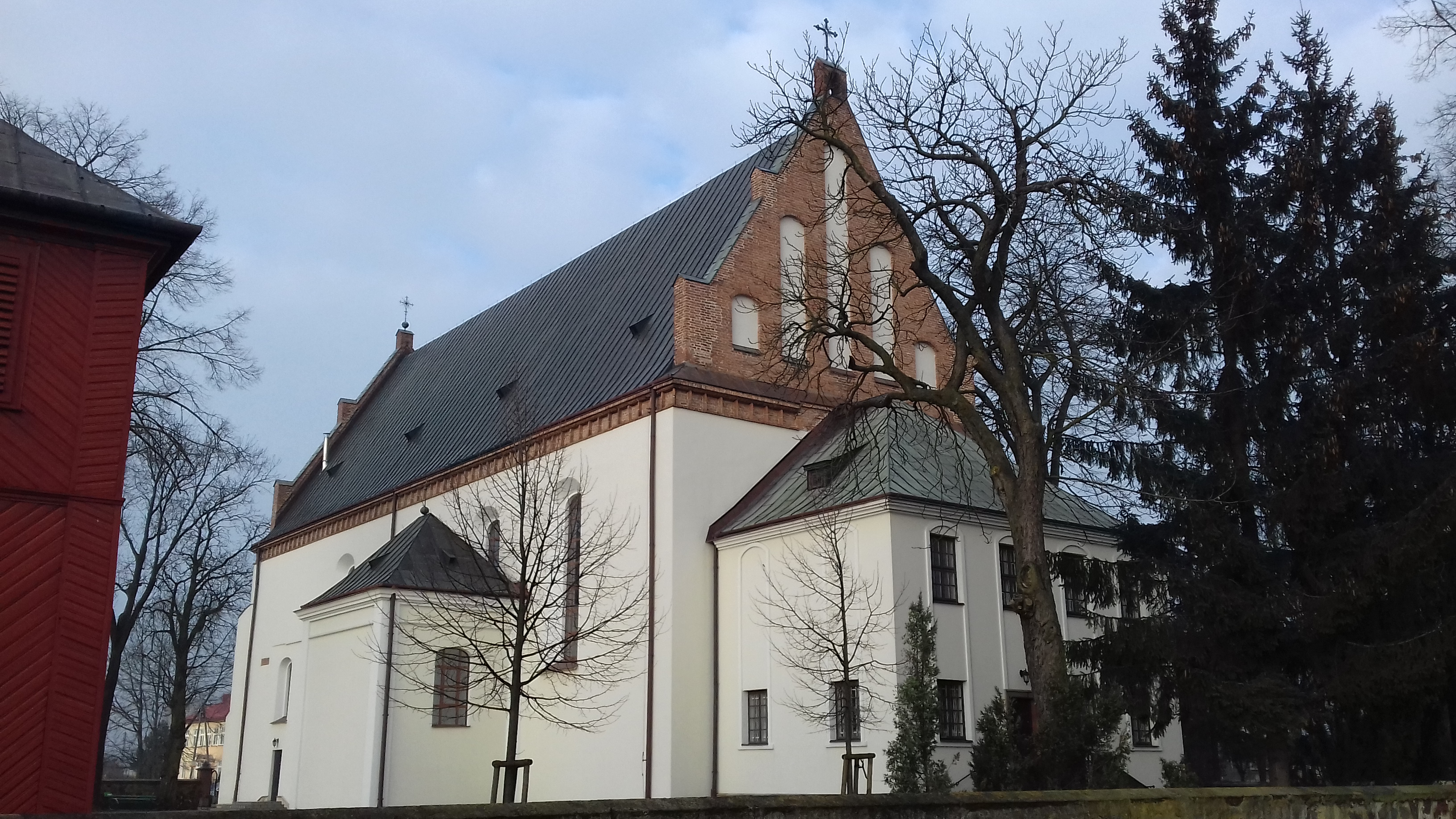
Kościół Św. Jana Chrzciciela i Św. Stanisława Biskupa i Męczennika

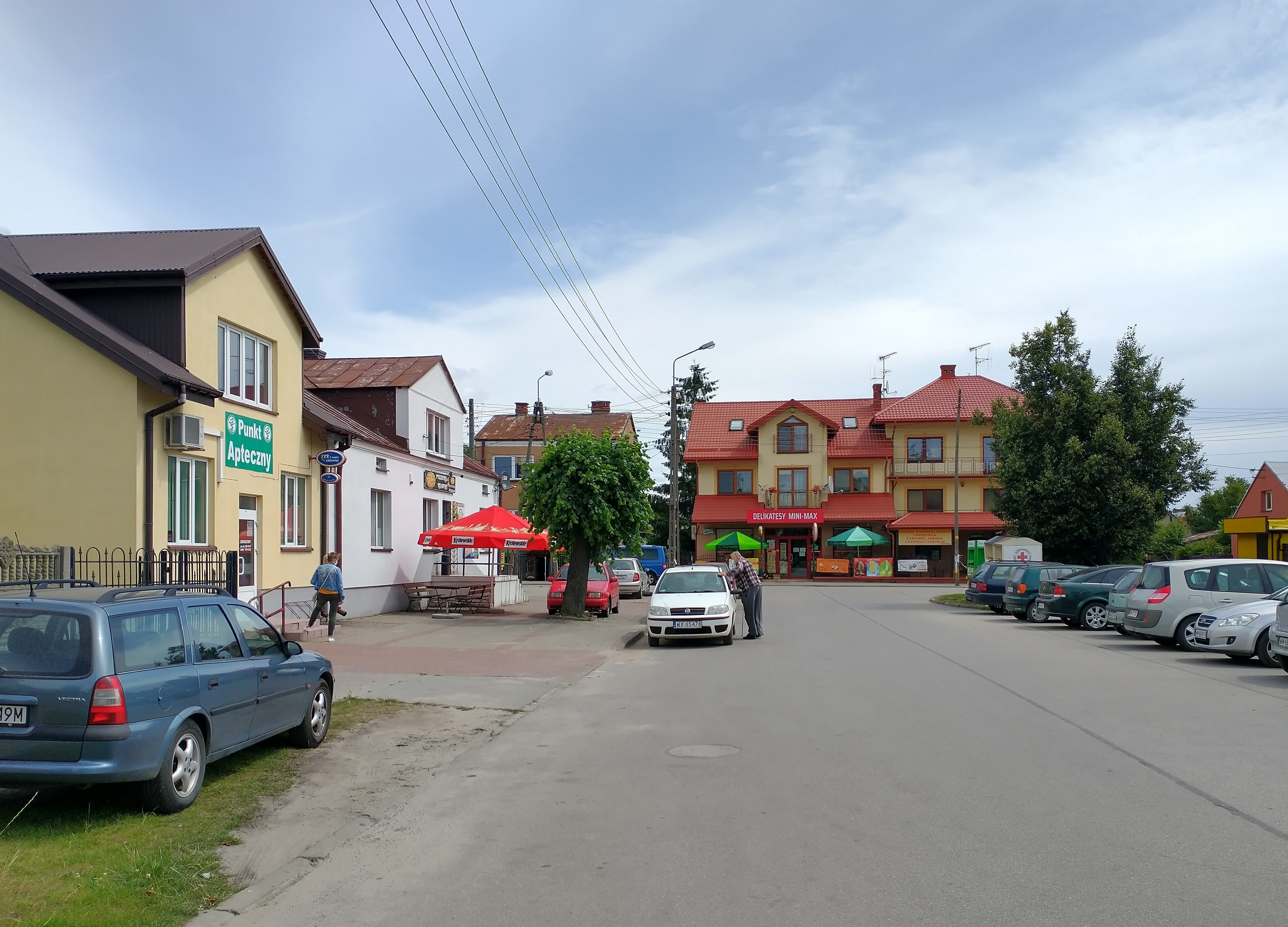
Fragment rynku

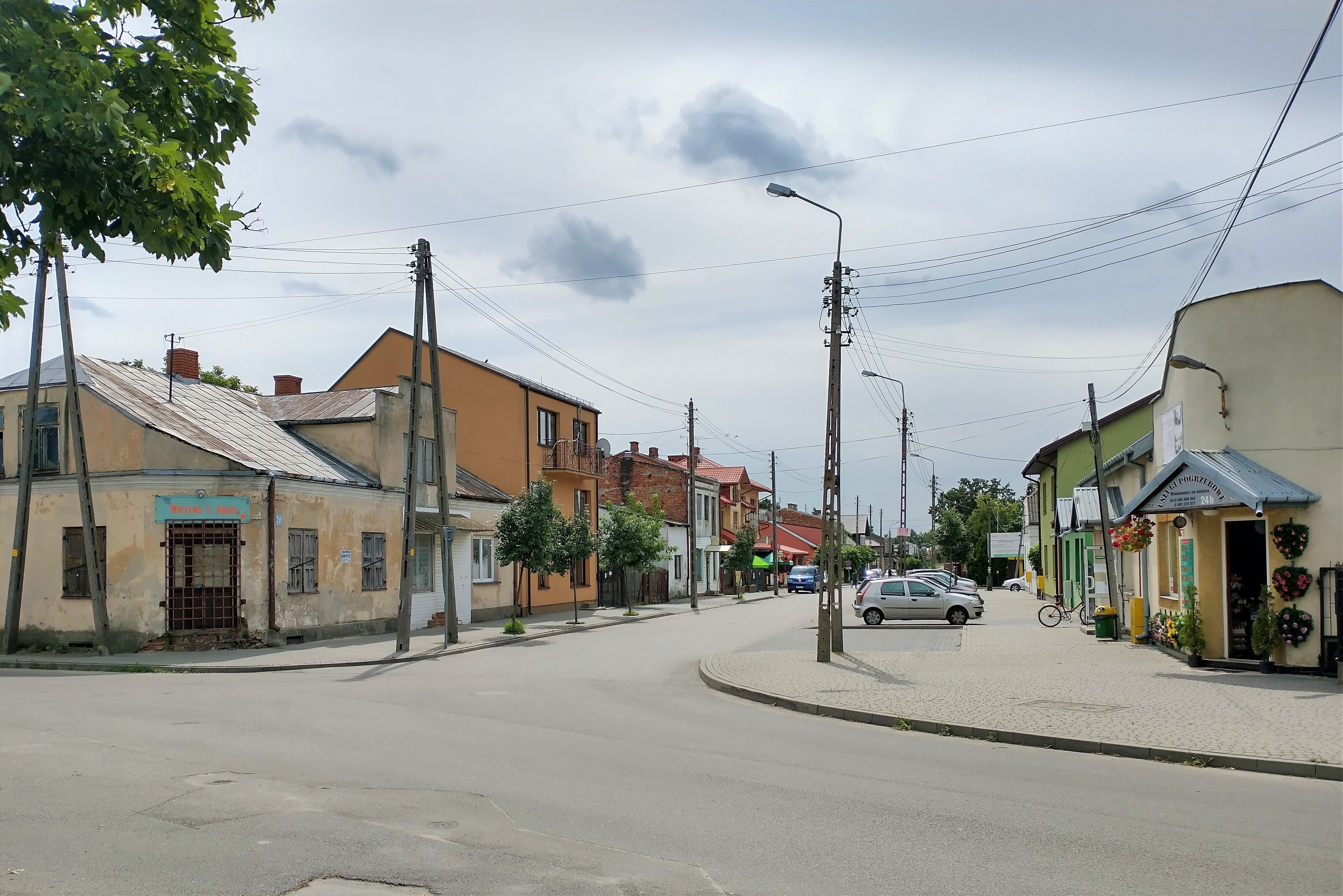
Zabudowa w centrum

Stanisławów – wieś sołecka w Polsce położona w województwie mazowieckim, w powiecie mińskim, w gminie Stanisławów. 
Siedziba gminy Stanisławów. Dawniej miasto; uzyskał lokację miejską 2 maja 1523 roku, zdegradowany w 1870 roku. Był miastem królewskim Korony Królestwa Polskiego w województwie mazowieckim. W latach 1975–1998 miejscowość należała administracyjnie do województwa siedleckiego.
Wierni Kościoła rzymskokatolickiego należą do parafii św. Jana Chrzciciela i św. Stanisława BM w Stanisławowie.

## Położenie
Miejscowość leży przy skrzyżowaniu drogi krajowej nr 50 i drogi wojewódzkiej nr 637.

## Historia
Zawiązkiem osady był leżący w dawnej Puszczy Sulejowskiej dwór myśliwski Cisek (Czyszków, Cisów) należący do szlacheckiej rodziny z rodu Kościeszów, z Łowczewa. Jego istnienie potwierdzono w dokumentach z 1361 r.
W początkach XV wieku Cisek przeszedł na własność księcia Janusza I. W 1418 roku książę mazowiecki Janusz I nadał Ciskowi prawo chełmińskie. Prawdopodobnie w tym czasie został wybudowany dwór myśliwski i targowisko przy trakcie do Ciechanowca.
Z roku 1473 pochodzą informacje o istnieniu parafii i młyna rudnego. Około 1489 roku Altaria św. Stanisława z kolegiaty warszawskiej została uposażona dziesięcinami ze wsi Cisek.
18 kwietnia 1523 r. książęta mazowieccy, Stanisław i Janusz III nadali wsi książęcej Cisek prawa miejskie i zmienili nazwę. Miasto otrzymało przywilej posiadania samorządu, łaźni, postrzygalni sukna, wagi, a także prawo do organizowania trzech jarmarków rocznie.
Po roku 1530 wybudowano nowy murowany kościół w Stanisławowie pod wezwaniem św. Jana Chrzciciela i św. Stanisława. Stary drewniany kościół stał się kościołem–szpitalem. Około 1536 roku przy parafii znajdowała się szkoła, której rektorem był Jan Szymakowski, zwany magistrem.
11 marca 1545 roku Stanisławów przeszedł pod zarząd królowej Bony. Wówczas powstał kompleks zabudowań dworskich, tworzący okazałą rezydencję składającą się z drewnianego dworu o dwóch kondygnacjach na murowanym podpiwniczeniu, browaru, wozowni, lamusa z piwnicą oraz budynków gospodarczych; stodoły i stajni.
W 1557 roku Stanisławów stał się siedzibą starosty niegrodowego-dzierżawcy dóbr królewskich, biskupa płockiego Andrzeja Noskowskiego i jego bratanków Andrzeja i Floriana. Dwa lata później bp. Noskowski erygował samodzielny szpital miejski.
Na przełomie 1564 i 1565 roku przeprowadzono inwentaryzację dóbr miejskich, stwierdzono istnienie: „416 domów pustych, osiadłych i siedlisk niezabudowanych”. W mieście było 263 rzemieślników: 90 piekarzy, 33 kołodziejów, 33 szewców, 26 prasołów (kupców solnych), 15 zdunów, 11 kuśnierzy, 10 krawców, 9 włókienników, 6 kowali, 6 kramarzy, 4 bednarzy, 3 stolarzy, 3 ślusarzy, 2 rymarzy, 2 siodlarzy, 2 iglarzy, 1 paśnik, 1 szklarz, 1 czapnik oraz 79 piwowarów”. Do Stanisławowa przynależało 8 młynów: Ptak, Pieczonka, Serwatka, Krupa, Czeszek, Biernat, Suchy, młyn na Osownicy.
Król Zygmunt August nadał 26 grudnia 1570 roku przywileje mieszczanom stanisławowskim do wolnego wyrębu drzewa i wypasania bydła w okolicznych lasach oraz zmniejszył ich powinności wobec starostów. Władcy wielokrotnie potwierdzali przywileje erekcyjne i prawa miasta Stanisławowa: Zygmunt Stary (1542), Stefan Batory (1578), Zygmunt III Waza (1591).
Jędrzej Święcicki na kartach dzieła „Topografia, czyli opis Mazowsza” w 1634 roku odnotował: „Po drugiej stronie Wisły ziemia warszawska rozciąga się szerzej, obejmuje liche mieściny Okuniew i Stanisławów. Ostatni jest dobrze zaludniony...” i dalej: „Przed niedawnymi czasy okolica ta lasem była porosła, teraz zaś, uprawiana obficie wydaje zboże”. Niestety wojny szwedzkie totalnie zrujnowały świetnie rozwijający się Stanisławów, co spowodowało upadek gospodarczy i spadek do rangi wsi. Stan zastoju miasta po wojnach szwedzkich trwał 10 lat. Stan ten pogłębił się po epidemii w 1658 roku.
Ponowna lokacja miasta miała miejsce w 1677 roku dzięki Stanisławowi Skarczewskiemu kasztelanowi wojnickiemu i staroście stanisławowskiemu. Na podstawie konstytucji z tego roku Stanisławów zwolniono od wszystkich podatków publicznych i tzw. przychodów żołnierskich na 6 lat.
Król August II w 1703 roku wydał dokument uwalniający mieszkańców Stanisławowa od wypraw pospolitego ruszenia. Zimą 1705 roku przeszły przez Stanisławów pod wodzą Karola XII wojska szwedzkie maszerujące na Grodno. Miasto w 1712 roku przeżyło oblężenie, spowodowali to chroniący się tu stronnicy Stanisława Leszczyńskiego. Oblężenie skutkowało częściowym zniszczeniem Stanisławowa.
W kolejnych latach władcy potwierdzali prawa i przywileje miasta: August II (1723), August III (1746), Stanisław August Poniatowski (1779).
25 lipca 1783 roku w stanisławowskim dworze zatrzymał się król Stanisław August Poniatowski, powracający z Siedlec do Warszawy.
Pod koniec 1789 roku uczestniczyli w „Czarnej Procesji” dwaj mieszczanie stanisławowscy, Łukasz Skuziński i Michał Gostyński, którzy w imieniu Stanisławowa podpisali memoriał do króla w sprawie ustawy o miastach.
Nocą z 24 na 25 października 1794 roku wojska rosyjskie pod wodzą gen.Suworowa, maszerując na Warszawę zajęli Stanisławów. Zniszczony został browar, karczma starościńska, mienie kościelne i uprowadzony inwentarz.
Po upadku Rzeczypospolitej Stanisławów znalazł się w zaborze austriackim (1795), w prowincji Galicja Zachodnia. Po wojnie Księstwa Warszawskiego z Austrią w 1809 Stanisławów znalazł się w granicach Księstwa Warszawskiego jako siedziba powiatu (1810).
Wiosną 1812 roku przez Stanisławów przeszli na Moskwę żołnierze Napoleona I Bonaparte, jesienią rozbite wracają. Po powstaniu Królestwa Polskiego Stanisławów został wyznaczony na siedzibę miasta obwodowego (1816). Obwód stanisławowski składał się z powiatu stanisławowskiego i powiatu siennickiego. Wkrótce stolica obwodu stanisławowskiego została przeniesiona do Mińska Mazowieckiego. W lutym 1831 roku w okolicy Stanisławowa miała miejsce koncentracja wojsk rosyjskich idących na Warszawę.
Brak perspektyw rozwoju gospodarczego oraz początek represji po powstaniu 1863 r. spowodował w 1866 roku likwidację powiatu stanisławowskiego, z którego powstał powiat radzymiński i nowomiński. W 1869 Stanisławów utracił prawa miejskie i staje się tylko siedzibą władz gminnych.
W 1905 r. miały miejsce wystąpienia rewolucyjne. W nocy z 28 lutego na 1 marca pozrywano godła carskie z urzędu gminnego, sądu i szkoły.
W dniach 13–17 sierpnia 1920 roku we wsi stacjonowały wojska rosyjskie.
12 września 1939, po wybuchu II wojny światowej, Stanisławów zajęli Niemcy. W 1942 roku 400 mieszkańców pochodzenia żydowskiego zostało wywiezionych do obozu w Treblince. W lutym 1944 r. miała miejsce łapanka, w wyniku której ok. 200 osób wysłano do Niemiec na roboty. Kilkukrotnie przesuwający się front oraz walki Armii Czerwonej z wycofującymi się Niemcami sprawiły, że Stanisławów uległ prawie całkowitemu zniszczeniu. Zakończenie okupacji hitlerowskiej nastąpiło 10 sierpnia 1944 roku.
W okresie PRL Stanisławów znalazł się w powiecie mińskim województwa warszawskiego. W 1956 roku ma miejsce wielki pożar, po którym nastąpiła kolejna odbudowa miejscowości. Reforma administracyjna wprowadzona w 1975 r. spowodowała likwidację powiatów, w tym właśnie czasie Stanisławów trafił pod władzę administracyjną województwa siedleckiego.
W 1988 roku rozpoczęto budowę Zakładów Mięsnych Stanisławów, produkcja została uruchomiona w listopadzie 1990 roku. Zakład jest największym pracodawcą w gminie. Od 1 stycznia 1999 r. Stanisławów znalazł się ponownie w powiecie mińskim, tym razem województwa mazowieckiego. W styczniu 2025 odbyły się konsultacje społeczne z mieszkańcami gminy w sprawie nadania statusu miasta miejscowości Stanisławów.

## Zabytki i obiekty historyczne
- Zespół Kościoła Parafialnego pod wezwaniem Świętego Jana Chrzciciela i Stanisława Biskupa:
  - Kościół murowany z około 1530 r., restaurowany w 1620 r., przebudowany w 1826 r., odbudowany w latach 1958–1962 po zniszczeniach z 1944 r.
  - Dzwonnica drewniana z XVIII wieku.
  - Plebania murowana z około 1881 r.
- Zajazd murowany w Stanisławowie zbudowany w latach 1813–1916, zniszczony w 1944 r., odbudowany został w latach 1958–1962.
- Pozostałości po drewnianym dworze z I połowy XIX wieku (pozostało wyłącznie ogrodzenie).
- Pomnik poświęcony poległym w walkach o niepodległość ojczyzny w latach 1914–1920.
- Pomnik poległym w walce z faszystami w latach 1939–1945.
- Układ urbanistyczny miejscowości, elementy zabudowy Rynku.